# Universidad Nacional del Altiplano de Puno
Die Universidad Nacional del Altiplano de Puno (Abkürzung: UNAP, auf Deutsch etwa: Nationale Universität des Hochlandes von Puno, ehemals auch Universidad de Puno und Universidad de San Carlos de Puno) ist eine öffentliche Universität in der Stadt Puno in Peru.
Sie ist eine der ersten öffentlichen Universitäten des Landes und wurde 1856 auf Initiative der Bevölkerung gegründet, ursprünglich als aristokratische Lehrschule.

## Geschichte

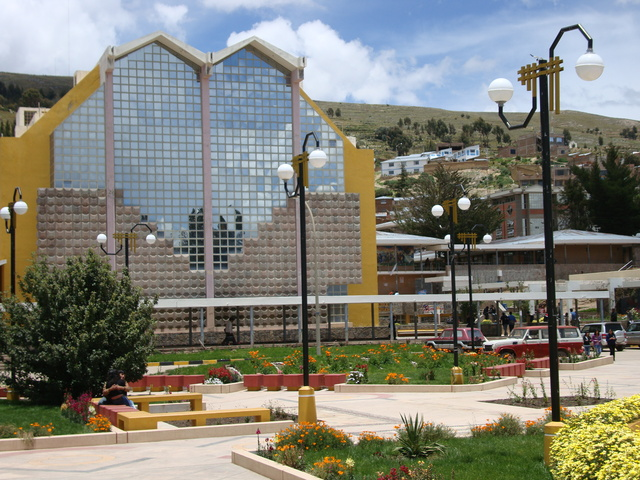
Zentralbibliothek

Der peruanische Präsident Ramón Castilla gründete durch das Gesetz vom 29. August 1856 die Universität unter dem Namen Universidad de Puno. Später wurde sie umbenannt zur Universidad San Carlos de Puno, basierend auf dem Namen des Colegio Nacional de San Carlos de Puno, der ältesten Schule Punos. Enrique Torres Belón wies darauf hin, dass die Universidad San Carlos de Puno rechtlich nicht existiere und nur der Name Universität von Puno rechtsgültig sei.
Später wurde die Universität San Carlos nach Karl Borromäus benannt, dem Schutzpatron der Stadt Puno, der von General Alejandro Deustua benannt wurde. Dieser Name wurde von José Paz-Soldan bestätigt, dem Rektor der Universidad Nacional Mayor de San Marcos, der die Verwendung des Namens San Carlos de Puno in seinem Buch belegt.